# Cnemaspis podihuna
Espèce
Statut de conservation UICN

 LC  : Préoccupation mineure
Cnemaspis podihuna est une espèce de geckos de la famille des Gekkonidae.

## Répartition
Cette espèce est endémique du Sri Lanka.

## Publication originale
- Deraniyagala, 1944 : A new Cnemaspis gecko from Ceylon. Journal of the Royal Asiatic Society, p. 36, p. 226-227.